# Demons in You
«Demons in You» es el segundo sencillo de la cantante finlandesa Tarja Turunen de su sexto álbum The Shadow Self, publicado en 2016. La versión digital del sencillo se publicó el 8 de octubre de 2016, y la versión física siguió el 14 de noviembre de 2016. 

## Trasfondo
La canción fue compuesta por Tarja, Julian Barrett, Erik Nyholm, Alex Jonson, y Christel Sundberg, y producida por Tarja y su marido, Marcelo Cabuli. Cuenta con la participación de Alissa White-Gluz (vocalista de Arch Enemy) cantando con voz limpia y gutural, y con Chad Smith (baterista de Red Hot Chili Peppers) en la percusión. Además de la versión del álbum, el single cuenta con dos versiones adicionales de la canción, en las que Turunen y White-Gluz cantan en solitario.
El sonido agresivo de la canción viene de la necesidad de Turunen de incluir una canción extremadamente energética en su álbum. La letra habla de los demonios y la oscuridad que habita dentro de las personas. El concepto del álbum se remarca particularmente en esta canción, en la que Alissa White-Gluz funge como el lado oscuro de las personas, y Turunen, con su voz limpia, simboliza el lado luminoso.

## Lista de canciones
| N.º | Título                                    | Duración |  |
| 1.  | «Demons in You»                           | 4:44     |  |
| 2.  | «Demons in You» (Tarja Solo Version)      | 4:43     |  |
| 3.  | «Demons in You» (Alissa Lead Vox Version) | 4:42     |  |

## Interpretaciones en vivo
El 5 de agosto de 2016, día del lanzamiento de The Shadow Self, Turunen y White-Gluz interpretaron la canción juntas en el Wacken Open Air en Alemania. Turunen ha incluido la canción en todas sus giras de rock desde The Shadow Shows World Tour.

## Personal
Banda
- Tarja Turunen – voz principal, coros, teclado
- Alissa White-Gluz – voz principal (pista 3), voz de respaldo (pista 1)
- Kevin Chown – bajo
- Chad Smith – batería
- Julian Barrett – guitarra eléctrica

Producción
- Alexander Mertsch – arte de tapa
- Marcelo Cabuli – productor ejecutivo
- Justin Shturtz – mastering
- Tim Palmer – mezcla
- Tim Tronckoe – fotografía

## Posicionamiento
| Listas (2016)                                      | Posición |
| -------------------------------------------------- | -------- |
| República Checa (Czech Republic Modern Rock Radio) | 12       |
| Reino Unido (Official Charts Company)              | 46       |